# Antígona (Anouilh)
Antígona (Antigone) es una obra de teatro de Jean Anouilh inspirada en el mito antiguo en ruptura con la tradición de la tragedia griega. Se trata de una de las reescrituras de la tragedia homónima escrita por Sófocles.

## Sinopsis
Antígona es la hija de Edipo y de Yocasta. Sus dos hermanos, Eteocles y Polinices, se han dado muerte entre sí. Creonte decide enterrar solamente al que había ayudado a su ciudad (Eteocles) y dejar insepulto al otro (Polinices). Antígona cree que su deber es conseguir que su hermano descanse en paz, tratando de cubrir su cuerpo, a pesar de la estricta prohibición de su tío Creonte, rey de Tebas. Antígona es descubierta por los centinelas y Creonte se ve obligado a condenar a su sobrina a muerte. Tras una larga discusión con su tío acerca del sentido de la vida es enterrada viva. Pero en el momento en el que la tumba se ha cerrado se descubre que el prometido de Antígona, Hemón, hijo de Creonte y, por tanto, primo de Antígona, se ha enterrado con ella. Al volver a abrir el sepulcro es demasiado tarde: Antígona se ha ahorcado con el cinturón y Hemón escupe a su padre y se abre el vientre con su propia espada. Al saber la noticia, la madre de Hemón se corta el cuello. El cuerpo de Polinices nunca recibirá sepultura.

## Creonte, Antígona y la ocupación nazi
La Antígona d'Anouilh se estrena en París el 4 de febrero de 1944, es decir, durante la ocupación alemana. El personaje de Antígona no simboliza la resistencia en la lucha contra las leyes de Creonte, que representa el poder (Pétain). Anouilh se inspira en el gesto de Paul Collette, que había disparado contra Marcel Déat y Pierre Laval.

## Representaciones destacadas
- Théâtre de l'Atelier,[2] de París, el 4 de febrero de 1944.
  - Dirección: André Barsacq.
  - Intérpretes: Monelle Valentin, Jean Davy, Suzanne Flon, André Le Gall, Odette Talazac.

- Teatro Eliseo,[3] de Roma, en 1945. 
  - Dirección: Luchino Visconti
  - Intérpretes: Mario Pisu, Rina Morelli, Olga Villi, Giorgio De Lullo.

- Cort Theatre,[4] de Broadway, el 18 de febrero de 1946.
  - Intérpretes: Katharine Cornell, Cedric Hardwicke, Merle Maddern, Wesley Addy, Bertha Belmore, Albert Biondo, Horace Braham

- Teatro Reina Victoria, de Madrid, el 31 de enero de 1975. 
  - Dirección: Miguel Narros.
  - Escenografía: Andrea D'Orico.
  - Intérpretes: Ana Belén, Fernando Delgado, Paco Algora, Maruchi Fresno, Jeannine Mestre, Margarita Mas, Manuel de Blas, Claudio Giovannoni, Roberto Poveda, Miguel Ayones.

- Teatro Español, de Madrid, el 6 de febrero del 2013. 
  - Dirección: Rubén Ochandiano.
  - Intérpretes: Najwa Nimri, Toni Acosta, Berta Ojea, David Kammenos, Sergio Mur, Nico Romero, el pianista Ramón Grau, Eleazar Ortiz.